# Okaton
Okaton és una població dels Estats Units a l'estat de Dakota del Sud. Segons el cens del 2000 tenia 29 habitants.

## Demografia
Segons el cens del 2000, Okaton tenia 29 habitants, 14 habitatges, i 7 famílies. La densitat de població era de 0,4 habitants per km².
Dels 14 habitatges en un 21,4% hi vivien nens de menys de 18 anys, en un 57,1% hi vivien parelles casades, en un 0% dones solteres, i en un 42,9% no eren unitats familiars. En el 42,9% dels habitatges hi vivien persones soles el 21,4% de les quals corresponia a persones de 65 anys o més que vivien soles. El nombre mitjà de persones vivint en cada habitatge era de 2,07 i el nombre mitjà de persones que vivien en cada família era de 2,88.
Per edats la població es repartia de la següent manera: un 17,2% tenia menys de 18 anys, un 13,8% entre 18 i 24, un 13,8% entre 25 i 44, un 27,6% de 45 a 60 i un 27,6% 65 anys o més.
L'edat mediana era de 48 anys. Per cada 100 dones de 18 o més anys hi havia 140 homes.
La renda mediana per habitatge era de 23.750 $ i la renda mediana per família de 30.625 $. Els homes tenien una renda mediana d'11.250 $ mentre que les dones 28.750 $. La renda per capita de la població era de 13.859 $. Cap de les famílies estaven per davall del llindar de pobresa.

## Poblacions més properes
El següent diagrama mostra les poblacions més properes.